# Maurice Berteaux

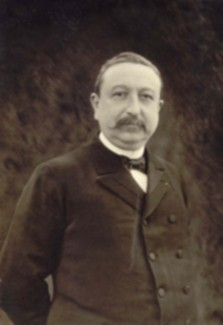
Maurice Berteaux

Henri Maurice Berteaux, född 3 juni 1852 och död 21 maj 1911, var en fransk politiker och författare.
Berteaux var växelmäklare i Paris från 1879 och invaldes 1893 av de radikala i deputeradekammaren, som han sedan tillhörde utan avbrott fram till sin död. Han var från 1898 medlem av finansutskottet och 1904–05 krigsminister, först i Émile Combes ministär, och därefter i Maurice Rouviers kabinett och genomförde då den tvååriga värnplikten. I mars 1911 blev han åter krigsminister i Ernest Monis regering, men dödades i maj samma år av ett störtande flygplan.